# Nimbostratus

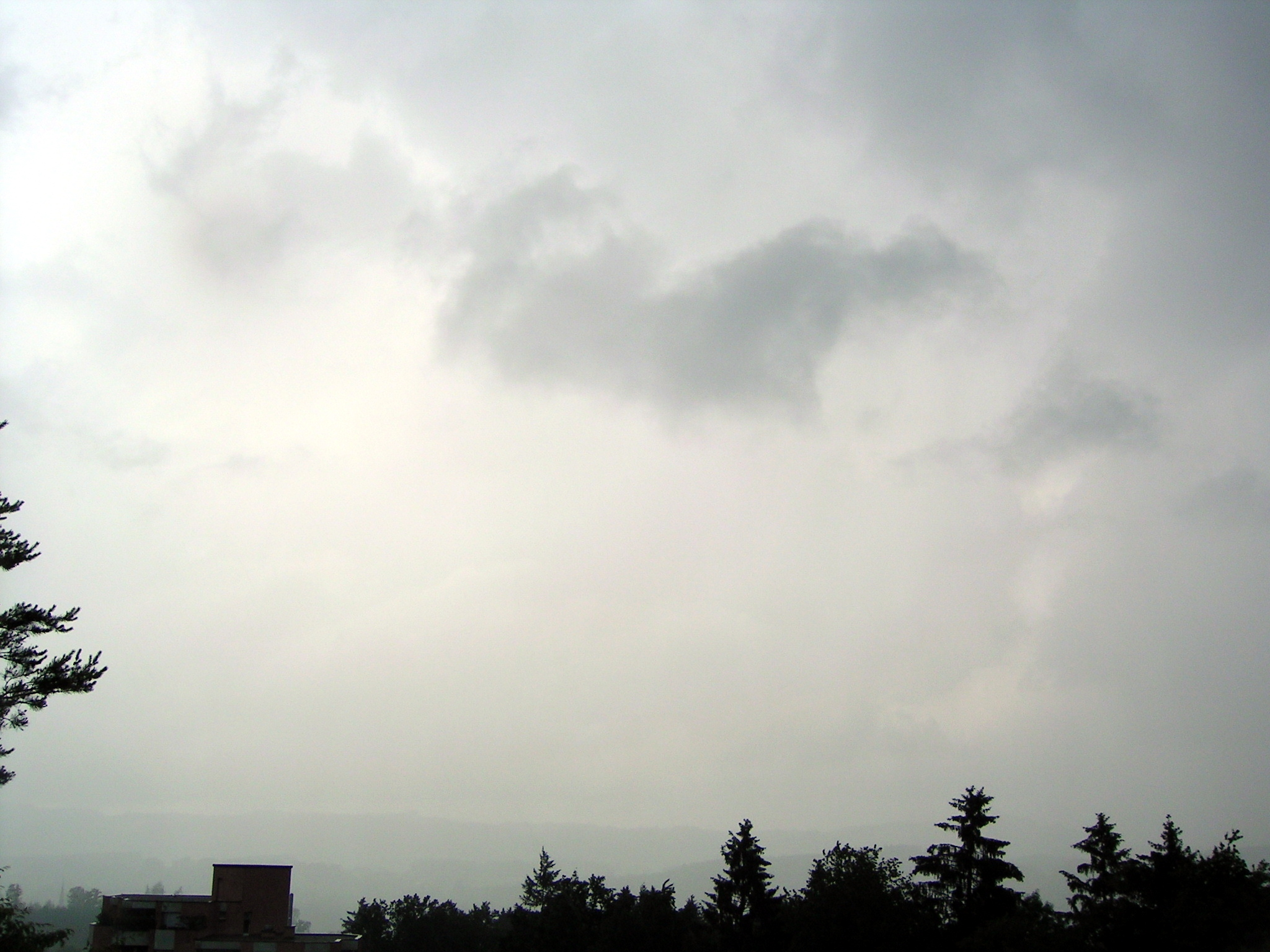
Nimbostratus, im Vordergrund Pannus-Wolken

Nimbostratus, Ns (lat. nimbus „Regenwolke“ und stratus bzw. sternere „ausdehnen, ausbreiten, mit einer Schicht bedecken“) ist eine mehr oder weniger konturlose, blaugraue Wolkendecke, die meist ab mittleren Höhen beginnt und oft langanhaltende Niederschläge verursacht.

## Aufbau und Erscheinungsform
Nimbostratus besteht aus (manchmal unterkühlten) Wassertröpfchen und Regentropfen, Eis- bzw. Schneekristallen oder aus einer Mischung der genannten flüssigen und festen Teilchen. Sie entstehen durch Aufgleitbewegung an einer Warmfront.
Diese Wolkenart tritt gewöhnlicherweise als ausgedehnte, tiefliegende, dunkelgraue Schicht mit stark diffuser Unterseite auf, aus der anhaltender Niederschlag in Form von Regen, Schnee, Eiskörnern oder Frostgraupeln fällt, der nicht unbedingt den Erdboden erreicht. In den Tropen kann, besonders während kurzer Regenpausen, beobachtet werden, wie Nimbostratus in mehrere unterschiedliche Wolkenschichten zerfällt, die schnell wieder zusammenwachsen.
Die Unterseite von Nimbostratus wird häufig von tiefer liegenden, zerfetzten Wolken (Pannus) teilweise oder ganz verdeckt, die sich an oder unterhalb der Nimbostratus-Decke bilden und ihre Gestalt schnell ändern. Zunächst bestehen diese Pannus-Wolken aus isolierten Einzelwolken; später können sie zu einer zusammenhängenden Schicht verschmelzen. Wenn die Pannus-Wolken weite Teile des Himmels bedecken, so sollte besonders darauf geachtet werden, dass sie nicht mit der Unterseite einer Nimbostratus-Wolke verwechselt werden. Nimbostratus weist weder spezielle Arten noch Unterarten auf. Für Sonderformen, Begleit- und Mutterwolken siehe Artikel Wolke.
Die horizontale Ausdehnung des Nimbostratus erreicht dem Warmfrontverlauf entsprechend häufig mehrere Hundert Kilometer Breite. Durch die Aufgleitbewegung der Warmfront ist der Nimbostratus auch in Zugrichtung sehr großflächig, was zu stundenlangem, dauerhaftem Niederschlag („Landregen“) führt, der sich häufig über den ganzen Tag erstreckt. 
Auch vertikal gehört der Nimbostratus zu den ausgedehnten Wolkengattungen: Seine Obergrenze befindet sich in den gemäßigten Breiten in Höhen von 5 bis 10 Kilometern, wodurch kaum Sonnenlicht auf die Erde dringen kann. Dadurch hat der Nimbostratus den Status der „klassischen Schlechtwetterwolke“.

## Abgrenzung zu anderen Wolkenarten
Der Nimbostratus weist im Gegensatz zum Altostratus eine dunklere Graufärbung auf und verdeckt die Sonne total. Aus dem Altostratus fällt fast kein Niederschlag und aus dem Stratus nur Sprühregen. Die Unterseite des Nimbostratus ist undeutlich und kann dunklere Konturen zeigen.